# Carole Cadwalladr
Carole Cadwalladr (Taunton, 10 ottobre 1969) è una giornalista britannica del Guardian.

## Biografia
È nota per le sue inchieste sullo scandalo Facebook-Cambridge Analytica che lei ha scoperchiato, grazie alle quali è stata nominata per il premio Pulitzer. In particolare, la sua intervista a Christopher Wylie, direttore delle ricerche di Cambridge Analytica ha fatto scoppiare lo scandalo che ha coinvolto Facebook nel 2018.
Cadwalladr, bannata a vita dal servizio di rete sociale Facebook, è la figura centrale del documentario The Great Hack. Il film ripercorre la successione di eventi che portarono alla chiusura della Cambridge Analytica per avere usato i big data di Facebook allo scopo di influenzare gli elettori nelle elezioni americane e nella campagna per il referendum sulla Brexit e alla multa a Facebook di cinque miliardi di dollari.
Nell'aprile 2019 è intervenuta al TED di Vancouver spiegando come i social possano diventare un pericolo per la democrazia manipolando le opinioni delle persone.
Il suo libro The family Tree pubblicato da Penguin Books nel 2005 è stato tradotto in tedesco, italiano, spagnolo ed ebraico.

## Opere
- (EN) Carole Cadwalladr, The family tree, Penguin, 2005, ISBN 9780452286948.
- Carole Cadwalladr, Alice nascerà domani, traduzione di Sara Cicala, Milano, Sperling & Kupfer, 2006, ISBN 9788820040079.

## Premi
- Premio Orwell nella categoria "Giornalismo" 2018[9]
- Polk Award[12]
- Premio Reporters Without Borders[13]
- Premio Stieg Larson[13]
- Premio Gerald Loeb Award[13]